# Viktoriya Zeynep Güneş
Viktoriya Zeynep Güneş, (Poltava, 19 de juny de 1998) nascuda com a Viktoriya Solntseva, és una nedadora turca amb diversos rècords d'Ucraïna i de Turquia. Té el record mundial femení junior amb 2:19.64 en 200m breaststroke (estil braça) des del 2015.